# Zlatokrtovití
Zlatokrtovití (Chrysochloridae) je čeleď malých hmyzožravých afrosoricidů žijících v jižní části Afriky. Žijí převážně pod zemí. Způsobem života i vzhledem jsou podobní krtkům, ale nejsou s nimi příbuzní, jde tedy o příklad konvergence. Ve skutečnosti jsou příbuzní bodlínům.

## Charakteristika
Žijí téměř výlučně pod zemí, tam kde jsou planiny, lesy, bažiny, pouště, či hory. Vyskytují se v jižní části Afriky, na jih od Viktoriina jezera, Afrického rohu či Kamerunu. Jsou dobře přizpůsobení životu v podzemí. Mají krátké nohy, silné drápy a hustou srst. Jsou zcela slepí, oči mají potažené kůží a jejich uši jsou jen drobné dírky. Jejich nejlepším smyslem je hmat. Jsou také velice citliví na vibrace, které mohou naznačovat blížící se nebezpečí.
Velikost se u jednotlivých druhů liší, jsou velcí od 8 do 20 centimetrů. V písku zlatokrti doslova plavou, prsty se silnými drápy písek odhrnují a jsou schopni každou noc urazit za potravou až šest kilometrů. Druhy žijící mimo poušť si staví nory, které mohou být hluboké až metr. V extrémně horkém počasí jsou schopni upadnout do stavu strnulosti. Samice v norách rodí jedno až tři mláďata, která po narození nemají srst. Mláďata mohou rodit po celý rok. Dospělí jedinci jsou samotáři a brání si svá teritoria.
Zlatokrti mají (stejně jako jejich příbuzní bodlíni) mnohé primitivní znaky, například mají kloaku a samcům chybí šourek.
Nejstarší pozůstky zlatokrtů pocházejí z raného miocénu.

## Stav
V současnosti existuje 21 druhů zlatokrtů, 11 z nich je ohrožených. Ohrožení způsobuje těžba písku, neekologické zemědělství a pastevectví v chudých oblastech, urbanizace a lov ze strany domácích psů a koček.

## Klasifikace
Dříve byli řazeni do řádu hmyzožravců, dnes se spolu s bodlíny řadí do řádu afrosoricida.
Zástupci této čeledi jsou například zlatokrt kapský nebo zlatokrt grantův.